# Mara (region)

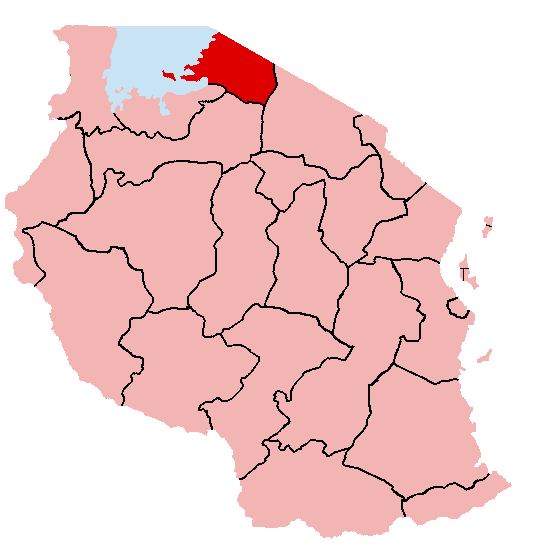
Regionen Maras läge i Tanzania.

Mara är en av Tanzanias 26 regioner och är belägen i den norra delen av landet, vid Victoriasjöns östra kust. Regionen har gräns mot Kenya i norr, samt även mot Uganda sjövägen. Mara har en beräknad folkmängd av 1 756 442 invånare 2009 på en yta av 19 566 km². Den administrativa huvudorten är Musoma. Nationalparken Serengeti omfattar stora delar av regionens östra och södra delar. 

## Administrativ indelning
Regionen är indelad i sex distrikt:
- Bunda
- Musoma landsbygd
- Musoma stad
- Rorya
- Serengeti
- Tarime

## Urbanisering
Regionen har år 2009 en beräknad urbaniseringsgrad på 22,95 %, en uppgång från 22,36 % året innan. Musoma är den största staden, och det finns ytterligare fyra orter med över 10 000 invånare. 
| Ort          | Distrikt    | Yta (km²)     | Invånarantal 2002 |
| ------------ | ----------- | ------------- | ----------------- |
| Musoma       | Musoma stad | Ingen uppgift | 104 851           |
| Bunda        | Bunda       | Ingen uppgift | 40 404            |
| Tarime       | Tarime      | 10,41         | 29 215            |
| Sirari       | Tarime      | Ingen uppgift | 16 795            |
| Mugumu Mjini | Serengeti   | Ingen uppgift | 12 549            |